# Branco (fotbalista)
Cláudio Ibrahim Vaz Leal známý jako Branco (* 4. duben 1964, Bagé) je bývalý brazilský fotbalista. Nastupoval povětšinou na postu levého obránce.
V brazilské reprezentaci působil v letech 1985-1994 a odehrál 72 utkání, v nichž dal 9 gólů. Stal se s ní mistrem světa roku 1994. Na tomto šampionátu nastoupil ve třech utkáních a vstřelil 1 gól. Hrál též na mistrovství světa v Mexiku 1986 a v Itálii roku 1990. Vyhrál též v dresu "Kanárků" mistrovství Jižní Ameriky (Copa América) roku 1989.
S Fluminense vyhrál jednou brazilskou ligu (1984), s FC Porto získal portugalský pohár (1990/91).